# Mound Station
Mound Station és una població dels Estats Units a l'estat d'Illinois. Segons el cens del 2000 tenia 127 habitants.

## Demografia
Segons el cens del 2000, Mound Station tenia 127 habitants, 50 habitatges, i 36 famílies. La densitat de població era de 94,3 habitants/km².
Dels 50 habitatges en un 36% hi vivien nens de menys de 18 anys, en un 66% hi vivien parelles casades, en un 2% dones solteres, i en un 28% no eren unitats familiars. En el 24% dels habitatges hi vivien persones soles el 16% de les quals corresponia a persones de 65 anys o més que vivien soles. El nombre mitjà de persones vivint en cada habitatge era de 2,54 i el nombre mitjà de persones que vivien en cada família era de 3.
Per edats la població es repartia de la següent manera: un 28,3% tenia menys de 18 anys, un 5,5% entre 18 i 24, un 26,8% entre 25 i 44, un 20,5% de 45 a 60 i un 18,9% 65 anys o més.
L'edat mediana era de 39 anys. Per cada 100 dones de 18 o més anys hi havia 97,8 homes.
La renda mediana per habitatge era de 46.250 $ i la renda mediana per família de 52.813 $. Els homes tenien una renda mediana de 25.694 $ mentre que les dones 17.000 $. La renda per capita de la població era de 17.413 $. Aproximadament el 7,3% de les famílies i el 7,8% de la població estaven per davall del llindar de pobresa.

## Poblacions més properes
El següent diagrama mostra les poblacions més properes.